# Enantiola
Enantiola is een geslacht van kevers uit de familie van de loopkevers (Carabidae). De wetenschappelijke naam van het geslacht is voor het eerst geldig gepubliceerd in 1961 door Rivalier.

## Soorten
Het geslacht Enantiola omvat de volgende soorten:
- Enantiola denticollis (W.Horn, 1895)
- Enantiola hewittii (W.Horn, 1908)
- Enantiola spinicollis (W.Horn, 1908)
- Enantiola wallacei (Bates, 1874)